# Malé Raškovce
Malé Raškovce, ungarisch Kisráska (bis 1927 slowakisch Malé Ražkovce oder Malá Raška) ist eine Gemeinde im Osten der Slowakei mit 220 Einwohnern (Stand 31. Dezember 2024), die zum Okres Michalovce, einem Teil des Košický kraj, gehört und in der traditionellen Landschaft Zemplín liegt.

## Geographie

Glockenturm an der Hauptstraße

Die Gemeinde befindet sich in der Ostslowakischen Ebene im Ostslowakischen Tiefland, auf einem alten Aggradationsdeich des Laborec. Das Ortszentrum liegt auf einer Höhe von 105 m n.m. und ist 16 Kilometer von Veľké Kapušany sowie 23 Kilometer von Michalovce entfernt.
Nachbargemeinden sind Zemplínske Kopčany im Norden und Nordosten, Drahňov im Osten, Ižkovce im Südosten, Veľké Raškovce im Süden und Südwesten und Malčice im Westen.

## Geschichte

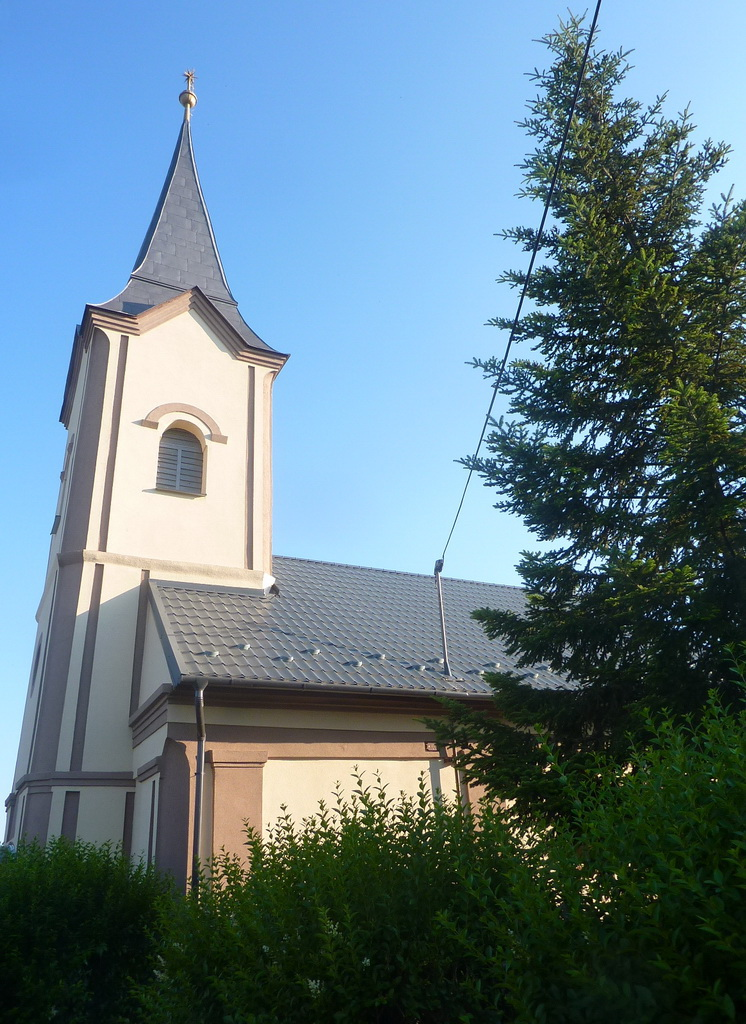
Reformierte Kirche im Ort

Malé Raškovce wurde zum ersten Mal 1220 (nach älteren Quellen erst 1478 als Kysraska) schriftlich erwähnt, weitere historische Bezeichnungen sind unter anderen Male Rasskowcze (1773), Male Rakowicze (1786) und Malé Rasskowce (1808). 1478 war das Dorf Besitz des Landadels, danach kam es zu häufigen Gutsherrenwechseln. Im 19. Jahrhundert besaß die Familie Stepán zusammen mit anderen Familien die Ortsgüter.
1715 gab es 17 verlassene und 10 bewohnte Haushalte. 1787 hatte die Ortschaft 48 Häuser und 356 Einwohner, 1828 zählte man 37 Häuser und 288 Einwohner, die als Landwirte tätig waren. Die Einwohner nahmen am Ostslowakischen Bauernaufstand von 1831 teil. Von 1880 bis 1900 wanderten viele Einwohner aus.
Bis 1918/1919 gehörte der im Komitat Semplin liegende Ort zum Königreich Ungarn und kam danach zur Tschechoslowakei beziehungsweise heute Slowakei. In der Zeit der ersten tschechoslowakischen Republik waren die Einwohner als Landwirte, Sticker sowie als Hersteller von Holzwerkzeugen beschäftigt. Auf Grund des Ersten Wiener Schiedsspruchs war der Ort von 1938 bis 1944 noch einmal Teil Ungarns.

## Bevölkerung
| Jahr                | 1994 | 2004    | 2014    | 2024     |
| ------------------- | ---- | ------- | ------- | -------- |
| Anzahl der Personen | 264  | 245     | 248     | 220      |
| Unterschied         |      | −7,19 % | +1,22 % | −11,29 % |

| Jahr                | 2023 | 2024    |
| ------------------- | ---- | ------- |
| Anzahl der Personen | 222  | 220     |
| Unterschied         |      | −0,90 % |

Nach der Volkszählung 2011 wohnten in Malé Raškovce 246 Einwohner, davon 136 Slowaken und 98 Magyaren. 12 Einwohner machten keine Angabe zur Ethnie.
129 Einwohner bekannten sich zur reformierten Kirche, 74 Einwohner zur römisch-katholischen Kirche und 23 Einwohner zur griechisch-katholischen Kirche. Ein Einwohner war konfessionslos und bei 19 Einwohnern wurde die Konfession nicht ermittelt.

## Bauwerke und Denkmäler
- reformierte (calvinistische) Kirche im klassizistischen Stil aus dem Jahr 1838[6]

## Verkehr
Durch Malé Raškovce führt die Cesta III. triedy 3739 („Straße 3. Ordnung“) von Veľké Raškovce heraus und weiter nach Zemplínske Kopčany und schlussendlich Močarany, einem Stadtteil von Michalovce. Der nächste Bahnanschluss ist in Budkovce an der Bahnstrecke Veľké Kapušany–Bánovce nad Ondavou.